# رمز نداء
رمز النداء في الاتصالات الفلكية (بالإنجليزية: Call sign)‏ هو رمز يُعطى من قبل وكالات الفضاء الدولية لمحطات الفضاء والمركبات الفضائية، الغرض منه التواصل بين المراكز الفضائية الأرضية وطواقم الأجسام الفضائية. في بعض الحالات يكون رمز النداء سريّاً، وذلك عندما تكون المركبة الفضائية في مهمة عسكرية.

## أمثلة
| الجسم الفضائي | رمز النداء                    |
| محطة مير      | Mir                           |
| أبولو 10      | CSM: Charlie Brown LM: Snoopy |
| أبولو 15      | CSM: Endeavour LM: Falcon     |
| سكاي لاب      | Skylab                        |
| ساليوت 6      | Salyut 6                      |
| ------------- | ----------------------------- |